# Schlesische Fußballauswahl
Die schlesische Fußballauswahl (polnisch Reprezentacja Śląska) ist eine aus Spielern aus Oberschlesien bestehende Fußballauswahl des Schlesischen Fußballverbandes (polnisch: Śląski Związek Piłki Nożnej). Sie ist nicht Mitglied der Fußballverbände UEFA und FIFA.

## Geschichte

### Bis 1939
Bereits im März 1920 wurde der (polnische) Schlesische Fußballverband in der Autonomen Woiwodschaft Schlesien gegründet. Das Gebiet der damaligen Autonomen Woiwodschaft Schlesien und der heutigen Woiwodschaft Schlesien sind nicht identisch, so dass der heutige Fußballverband der Woiwodschaft Schlesien nur indirekt mit der Mannschaft verbunden ist.
Drei Tage nach der Gründung der Autonomen Woiwodschaft Schlesien, am 18. Juni 1920, fand in Lipiny das erste Spiel der Mannschaft statt, gegen den Verein Czarni Lwów aus dem damals polnischen Lemberg (poln. Lwów, heute Ukraine), dem Schlesien mit 3:8 unterlag. Zwischen 1924 und 1939 spielten das polnische Oberschlesien 20-mal gegen das deutsche Oberschlesien. Bedingt durch die Geschichte waren diese Spiele sehr emotionsgeladen. Am 4. Oktober 1933 fand das erste Spiel gegen Polen statt. 1937 gewann die Mannschaft mit 3:4 gegen die Auswahl des Baskenlands; dies war das einzige Spiel, das nicht gegen die Auswahl des deutschen Teils von Oberschlesien oder des gesamtpolnischen Verbands bestritten wurde.

### Seit 1939
Das erste Spiel der Auswahl nach dem Krieg fand am 15. August 1945 gegen eine Auswahl aus Warschau statt und endete 3:3 unentschieden. Das erste internationale Spiel, nach Ende des Krieges, fand dann am 16. Juni 1946 gegen eine Auswahl der Französischen Rheinarmee statt und wurde mit 3:2 gewonnen. Danach fanden noch Spiele gegen die Tschechoslowakei (1948, 2:1), China (1952, 4:1) sowie Tansania (1974, 4:1) statt.
Am 9. Dezember 2006 fand zum ersten Mal seit 1953 wieder ein Spiel der oberschlesischen Auswahl gegen eine polnische Nationalmannschaft statt, es endete 1:1 unentschieden. Es war ein Benefizspiel zugunsten der Hinterbliebenen des Grubenunglücks in Ruda Śląska im November 2006. Insgesamt haben beide Mannschaften vier Mal gegeneinander gespielt. Es war bis jetzt das letzte Spiel der Auswahl, über weitere Spiele wird nachgedacht. Zuletzt wurde die Mannschaft von Antoni Piechniczek trainiert, dem ehemaligen Nationaltrainer Polens, Tunesiens und der Vereinigten Arabischen Emirate.